# Giáo hoàng Ađêôđatô I
Ađêôđatô I (Tiếng Latinh: Deusdedit hay Adeodatus) là vị giáo hoàng thứ 68 của giáo hội công giáo. Ông đã được giáo hội suy tôn là thánh sau khi qua đời. Niên giám tòa thánh năm 1806 cho rằng ông đắc cử Giáo hoàng vào năm 615 và ở ngôi Giáo hoàng trong 3 năm. Niên giám tòa thánh năm 2003 xác định triều đại của ông kéo dài từ ngày 19 tháng 10 năm 615 cho tới ngày 8 tháng 11 năm 618.
Truyền thống cho rằng ông được sinh tại Rôma là con trai của Setephen với tên là Deusdedit. Với lòng tận tụy dũng cảm, ông đã săn sóc những người phong cùi và nạn nhân dịch tễ. Dưới triều Giáo hoàng của ông sự độc lập khỏi thế lực Byzantine bắt đầu ngày càng rõ ràng và mạnh mẽ. Ông là vị Giáo hoàng đầu tiên đã dùng dấu niêm phong các chỉ thị và tông sắc. Ấn mộc của Adeodatus là tông triện cổ nhất còn lưu giữ ở Vatican.